# Timur Kuran
Pour les articles homonymes, voir Timur (homonymie).
Timur Kuran, né en 1954 à New York, est un universitaire américain d'origine turque, spécialiste de l'économie et des sciences politiques. Ses travaux l'ont également amené à s'intéresser à l'histoire et à la théorie du droit.
Il explique le retard historique du développement économique et politique de certains pays musulmans par le fait que le droit islamique ait été figé par le Coran et soit inadapté au monde moderne. Ces prises de position lui ont valu des critiques acerbes de certains universitaires.

## Jeunesse et formation
Né à New York, de parents alors étudiants à l'université Yale, Kuran passe le début de son enfance à Ankara, où son père enseigne à l'Université Technique du Moyen Orient. Alors qu'il est adolescent, sa famille gagne Istanbul. Pendant une dizaine d'années, il vit à proximité du campus de l'Université du Bosphore, où son père exerce les fonctions de recteur et enseigne l'histoire de l'architecture musulmane.
Kuran fait ses études secondaires en Turquie et obtient son premier diplôme universitaire au Robert College d'Istanbul en 1973. Il étudie ensuite l'économie à l'université de Princeton, et en sort magna cum laude en 1977. De 1979 à 1981, il est chercheur assistant du prix Nobel Kenneth Arrow à l'université Stanford et en 1982, il obtient un doctorat en économie à cette université.

## Carrière
De 1982 à 2007, il enseigne à l'Université de Californie du Sud. Pendant cette période, il occupe également des postes à l'Institute for Advanced Study de Princeton, à l'université de Chicago et à l'université Stanford.
À partir de 2007, il est professeur d'économie et de sciences politiques et titulaire de la chaire Gorter Family d'études sur l'islam à l'université Duke,.

## Travaux

### «Falsification des préférences»
L'ouvrage théorique le plus connu de Timur Kuran est son livre Private Truths, Public Lies: The Social Consequences of Preference Falsification ( Vérités privées, mensonges publics : les conséquences sociales de la falsification des préférences), paru en 1995 et traduit depuis lors en allemand, en suédois, en turc, ou encore en chinois.
Dans ce livre, Timur Kuran soutient que, pour se conformer à ce qui leur apparaît socialement acceptable, les individus formulent souvent, dans le domaine politique, des préférences différentes de leurs préférences réelles. Kuran appelle ce phénomène la « falsification des préférences » (« preference falsification »).
Une des conséquences significatives de la falsification des préférences est l'établissement d'un large consensus public en faveur d'options sociales qui seraient rejetées si elles étaient décidées au scrutin secret.
Les personnes qui taisent leurs préférences réelles cachent les connaissances sur lesquelles ces préférences reposent. Ce faisant, elles déforment, corrompent et appauvrissent la connaissance disponible dans le domaine public. Elles rendent plus difficile d'accès aux autres les informations sur les inconvénients que présentent les pratiques existantes et sur la valeur des pratiques alternatives. Ainsi, une autre conséquence de la falsification des préférences est l'ignorance d'une large partie du public quant aux avantages du changement. Exercée sur une longue période, la falsification des préférences peut produire une étroitesse d'esprit et une fossilisation mentale qui étouffent la capacité d'une communauté à vouloir le changement.
Kuran a utilisé ces observations pour expliquer pourquoi les grandes révolutions prennent les peuples par surprise, comment les tensions ethniques peuvent se nourrir d'elles-mêmes, pourquoi le système indien des castes est resté une force sociale puissante pendant des millénaires et pourquoi des risques mineurs provoquent parfois l'hystérie collective.

### Islam et développement économique
Timur Kuran a également écrit sur l'islam et le Moyen-Orient, se demandant pourquoi cette région du monde qui eut jadis un niveau de vie élevé déclina ensuite dans divers domaines tels que la production économique, la capacité d'organisation, la créativité technologique, la démocratisation et la puissance militaire. Il affirme avoir commencé à s'intéresser à ce sujet après avoir lu l'ouvrage Islam et capitalisme de Maxime Rodinson.
Timur Kuran a développé une théorie explicative de ce décrochage économique. L'islam a apporté une codification religieuse à plusieurs aspects de la vie économique : les héritages, la finance, les contrats, etc; ainsi que de la vie éducative. Cette codification était pensée pour l'économie qui existait aux premiers siècles de l'islam, quand le droit islamique a été fixé. Néanmoins, elle est graduellement devenu inadaptée à une économie moderne, notamment après la révolution industrielle. Il cite, notamment, l'impossibilité de créer une société anonyme.
Dans ses deux ouvrages sur le sujet , il étudie principalement l'évolution économique de l'empire ottoman, les tentatives d'y créer des sociétés sur un modèle occidental (La Şirket-i Hayriye (tr), compagnie de ferrys, fut la première société anonyme de Turquie), et les rigidités structurelles qui ont empêché les waqfs de devenir un instrument économique efficace.
Sa théorie a fait l'objet de critiques violentes de la part de théoriciens partisans du maintien d'un islam radical immuable,,.

### Islam et développement politique
En accentuant l'histoire institutionnelle du Moyen-Orient, Kuran a exploré pourquoi les États modernes de cette région ont la tendance à être gouvernés de manière autocratique et pourquoi la région se classe mal dans les indices mondiaux de liberté politique (et économique). Il propose que trois raisons institutionnelles islamiques aient joué des rôles cruciaux. Bien que conçu pour contraindre le pouvoir de l'État, le système fiscal originel de l'islam a été mis de côté en quelques générations. Le waqf islamique (par opposition au waqf moderne, qui est une société) a maintenu la vie civique anémique en restreignant la participation politique et en entravant l'action collective. Et les entreprises commerciales privées sont restées petites ainsi que éphémères, entravant la formation de coalitions stables capables de négocier avec l'État,.

### Documents ottomans et turcs
Dans son enfance et au début de son âge adulte, Timur Kuran collectionnait les timbres postaux. Au début de sa carrière universitaire et à l'évolution de ses centres d'intérêt, ses intérêts de collectionneur se sont tournés vers des domaines peu étudiés : 
- l'histoire postale et l'entier postal ottomans et turcs ; il a co-écrit, avec Mehmet Akan, le volume 1 d'une trilogie bilingue sur la microhistoire du système postal turc[19].

- les timbres fiscaux ottomans et turcs et leurs usages ;

- des documents ottomans et turcs, en mettant l'accent sur les preuves relatives à la modernisation de la vie économique et civique[20],[21]. Les documents collectionnés concernent :
  - les occupations ottomanes ;
  - les occupations étrangères des territoires ottomans ;
  - l'aide sociale privée et semi-officielle;
  - l'imprimerie, la presse et l'édition ;
  - la banque et l'assurance;
  - l'organisations politiques;
  - l'éducation;
  - les loteries ;
  - la modernisation ottomane et turque de la fin des années 1700[20].

## Publications principales

### Livres
- Islam and Mammon: The Economic Predicaments of Islamism (Princeton: Princeton University Press, 2004), xviii + 194 pp. Description et chapitre 1 sur le site web des presses de l'université de Princeton.
- Private Truths, Public Lies: The Social Consequences of Preference Falsification (Cambridge, Mass.: Harvard University Press, 1995), xv + 423 pp. Description sur le site web des presses de l'université de Harvard. Livre partiellement consultable sur Google livres.

### Articles
- « Explaining the Economic Trajectories of Civilizations: The Systemic Approach », Journal of Economic Behavior and Organization, 71 (2009): 593-605.
- « The Rule of Law in Islamic Thought and Practice: A Historical Perspective », in Global Perspectives on the Rule of Law, dir. Robert Nelson, (London: Routledge, 2009), pp. 71–89.
- « The Scale of Entrepreneurship in Middle Eastern History: Inhibitive Roles of Islamic Institutions », in Entrepreneurs and Entrepreneurship in Economic History, dir. William J. Baumol, David S. Landes et Joel Mokyr (Princeton: Princeton University Press, 2009), pp. 62–87.
- « Modern Islam and the Economy », in New Cambridge History of Islam vol. 6, dir. gén. Michael Cook, dir. du vol. Robert Hefner (Cambridge: Cambridge University Press, 2009), in press.
- (avec William H. Sandholm) « Cultural Integration and Its Discontents », Review of Economic Studies, 75 (2008): 201-228
- (avec Edward McCaffery) « Sex Differences in the Acceptability of Discrimination », Political Research Quarterly, 61 (2008): 228-238.
- « The Absence of the Corporation in Islamic Law: Origins and Persistence », American Journal of Comparative Law, 53 (Juillet 2005): 785-834.
- « The Logic of Financial Westernization in the Middle East », Journal of Economic Behavior and Organization, 56 (Avril 2005): 593-615
- (avec Edward McCaffery) « Expanding Discrimination Research: Beyond Ethnicity and to the Web », Social Science Quarterly, 85 (Septembre 2004): 713-30.
- « Why the Middle East Is Economically Underdeveloped: Historical Mechanisms of Institutional Stagnation », Journal of Economic Perspectives, 18 (été 2004): 71-90.
- « The Economic Ascent of the Middle East's Religious Minorities: The Role of Islamic Legal Pluralism », Journal of Legal Studies, 33 (Juin 2004): 475-515.
- « Cultural Obstacles to Economic Development: Often Overstated, Usually Transitory », in Culture and Public Action: Understanding the Role of Culture and Development Policy in an Unequal World, dir. Vijayendra Rao and Michael Walton (Stanford: Stanford University Press, 2004), pp. 115–37.